# NGC 2639
NGC 2639 (również PGC 24506 lub UGC 4544) – galaktyka spiralna (Sa), znajdująca się w gwiazdozbiorze Wielkiej Niedźwiedzicy. Odkrył ją William Herschel 9 marca 1788 roku. Należy do galaktyk Seyferta.